# Partido Conservador (Bolívia)
O Partido Conservador foi um dos dois principais partidos políticos na Bolívia no final do Século XIX. O outro era o Partido Liberal. Entre 1880 e 1899, todos os presidentes da Bolívia eram membros do Partido Conservador a exemplo de Gregorio Pacheco Leyes (1884–88) um dos proprietários das minas mais importantes da Bolívia .